# 白石定規
白石定规（1993年5月17日—），是日本的小说家。出生于熊本县。笔名来源于由形状与自己本名相似的字组合而成的“定规”，以及与名字（定规）组合时容易发音的名字“白石”组合而成的。

## 经历
从初中2年级左右开始写小说。 即使在高中期间暂时中断了写作，毕业后也会重新开始。 在大学入学之前的期间，完成了几部向轻小说系标签投稿的作品，但全部被雪藏。上大学后，虽然正式开始了写作活动，但以20岁左右写好的长篇在GA文库大奖的二次评选中落选为契机，转移了面向电子书籍的活动。
在2014年中Amazon Kindle以“定规”的名义自费出版魔女之旅，由于销量并不顺利，所以作者自己用2channel的新闻快报VIP板出版了书。之后，以由GA文库的编辑大幅修改的形式，由GA小说SB创意从2016年4月开始发行，目前正在发行中。

## 人物、作风
关于将《魔女之旅》设为连作形式的理由，他在采访中解释说，想让读者轻松地阅读，同时写下明快的故事和阴暗的故事。
参考的作品有《虛幻羊群的宴會》、《333的萜烯》、《奇諾之旅》、《平安殘酷物語》
。
爱读杂志《国家地理》，有时會从那里写的动物生态等中得到想法。
。

## 主要作品

### 小说
SB Creative《GA文庫》
- 《魔女之旅》

1. 2016年4月15日发售
2. 2016年7月15日发售
3. 2016年12月15日发售
4. 2017年7月15日发售
5. 2017年11月15日发售
6. 2018年3月15日发售
7. 2018年7月14日发售
8. 2018年11月15日发售（蓝光光盘限量版）
9. 2019年4月15日发售
10. 2019年8月9日发售（蓝光光盘限量版）
11. 2019年11月14日发售
12. 2020年4月14日发售（蓝光光盘限量版）
13. 2020年7月14日发售（带设定资料的限定版）
14. 2020年10月14日发售（蓝光光盘限量版）
15. 2020年12月10日发售
16. 2020年12月10日发售
17. 2021年3月12日发售
18. 2022年1月14日发售

- 《莉莉艾兒與祈禱之國》（2017年3月）

- 《祈禱之國的莉莉艾兒》（2022年1月－）

## 脚注
1. 1 2  非正式譯名。